# Gurri
El riu Gurri és un afluent per la dreta del riu Ter.
Neix a Seva, a tocar del límit provincial de Barcelona i Girona, als vessants del Matagalls, i baixa cap a la plana de Vic, on travessa els termes municipals de Taradell, Malla, i Vic, on rep el seu afluent més important, el Mèder. Segueix el seu curs travessant el terme de Gurb, i aboca les aigües a Roda de Ter.
El seu nom podria ser originari del mot proto-basc «gorri», vermell, atès el color vermellós que tenen les seves aigües en bona part del traçat.
Destaquen al seu curs alt les runes del  molí del Sors, i el pont del Sors, també conegut com a «Pont d'en Gatus», per haver estat durant molt temps l'allotjament d'un rodamon que sempre anava envoltat de gats. A l'alçada de Vic es troba un altre pont destacable, el del Bruguer.
Des del 2012, entre Roda de Ter i Vic hi ha un eix senderista i ciclable.